# ヒックスヴィル駅
ヒックスヴィル駅（英: Hicksville）とはニューヨーク州ヒックスヴィルにあるロングアイランド鉄道 (LIRR) の本線の駅である。平日/週末の乗客数の総計によるとジャマイカの東側ではもっとも多忙な駅である。2011年5月現在、この駅には平日133本の列車が停車する。
ポートジェファーソン支線のほとんどの列車はヒックスヴィル駅に停車し、またロンコンコマ支線の全列車はこの駅を通るが数本は停車しない。さらに、モントーク支線経由の3本の列車は毎日ここに停車する。
マンハッタンのペンシルベニア駅までの走行時間は列車が各駅停車であるか急行列車であるかによって40分から50分である。
この駅はニューブリッジ・ロード（106号線）とウェスト・バークレー・ストリートとの交差点にある。島式ホーム2面と2線を有する。車椅子利用可であり、地上からどちらのプラットホームへも行けるエレベーターが設置されている。駅地上部ではナッソー・インターカウンティ・エクスプレス11路線と2つのタクシーサービスが利用可能である。

## 駅構造
| 1 | ■本線                     | ニューヨーク方面 （ウェストバリー）     |  |
| 1 | ■モントーク支線           | ニューヨーク方面 （ミネオラ）           |  |
| 2 | ■本線                     | ニューヨーク方面 （ウェストバリー）     |  |
| 2 | ■モントーク支線           | ニューヨーク方面 （ミネオラ）           |  |
| 2 | ■モントーク支線           | モントーク方面 （バビロン）             |  |
| 2 | ■ポートジェファーソン支線 | ポートジェファーソン方面 （シオセット） |  |
| 2 | ■ロンコンコマ支線         | ロンコンコマ方面 （ベスページ）         |  |
| 3 | ■ポートジェファーソン支線 | ポートジェファーソン方面 （シオセット） |  |
| 3 | ■ロンコンコマ支線         | ロンコンコマ方面 （ベスページ）         |  |
| 3 | ■モントーク支線           | ニューヨーク方面 （ミネオラ）           |  |
| 3 | ■モントーク支線           | モントーク方面 （バビロン）             |  |

島式ホーム2面（AおよびB）と3線を有し、両プラットホームに挟まれた2番線はどちらのプラットホームからも利用可能である。通常、プラットホームAは西行き列車が、プラットホームBは東行き列車が使用する。プラットホームAの北側にある1番線はたいていヒックスヴィルを始発・終着とする列車が使用し、時々貨物列車が使用する。2番線はプラットホームAおよびプラットホームBに挟まれており、この線路に停車する列車は両側のドアが開く。2番線は通常ペンステーション、アトランティック・ターミナル、またはその他のニューヨークのターミナルへ向かう西行き列車が使用する。3番線は数本の西行き列車も停車する平日の朝を除き、通常東行き列車が使用する。
ポートジェファーソン駅へ向かうポートジェファーソン支線はこの駅のすぐ東、ブロードウェイ（ニューヨーク州道107号線）の上にかかる橋の東側にあるディバイド信号場 (DIVIDE Interlocking)で本線から分岐する。ポートジェファーソン支線は北東に方向を変え、本線はロンコンコマおよびグリーンポートに向けて南東に方向を変える。本線にはモントーク支線へ向かう途中にバビロン駅方面への通勤者を乗せて走るセントラル支線行きの列車も走る。

## 歴史
ヒックスヴィル駅の最初の駅は1837年3月1日にLIRRの一時的な終着駅として開業した。村落および駅はどちらも、一時的にLIRRの社長を務めたこともある廃止論者の説教師の孫であるバレンタイン・ヒックス (Valentine Hicks) によって設立された。路線は1837年の恐慌から始まった不況が原因で、予定より遅れて1841年にファーミングデールまで延伸した。1854年には、駅に後にLIRRのポートジェファーソン支線となるヒックスヴィル・アンド・シオセット鉄道として知られる路線が乗り入れた。10年後の1864年7月15日、最初の駅が消失した。2番目の駅は1873年9月に開業し、1909年にはprivate locationへ移転された。3番目の駅は1909年10月30日に開業し、現在の高架構造物が建設中だったので1962年11月に取り壊された。
高架駅は1964年9月12日に開業し、1970年10月に電化された。
駅は2014年の初め頃に始まるfull renovationを受ける予定である。改修工事の計画には駅のプラットホーム、エスカレーター、待合室、照明の交換が含まれる。工事は2017年まで続くと推定される。

## ギャラリー

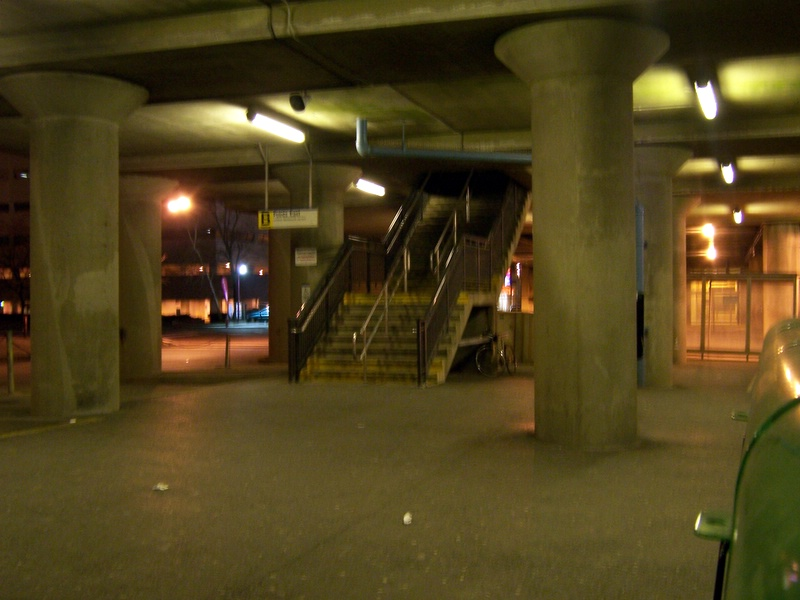
プラットホームより下の地上から見たヒックスヴィル駅
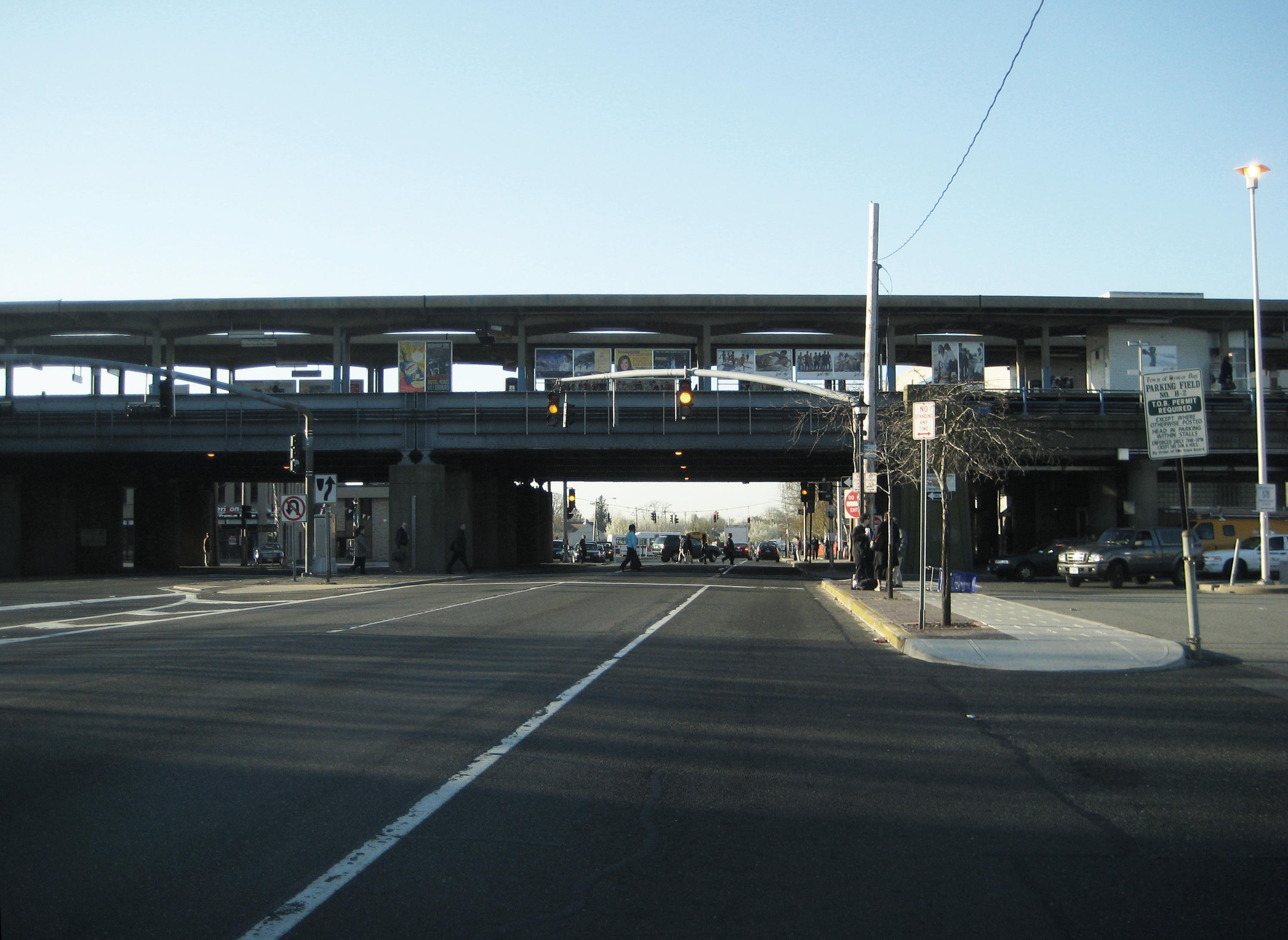
地上から見たヒックスヴィル駅